# Classificació dels dípters
Aquesta classificació dels dípters està basada en el treball de Pape et al. 2011, el més recent sobre la taxonomia d'aquests insectes. És la mateixa ordenació usada a Systema Dipterorum. Està lluny de ser una classificació definitiva, car hi ha diversos grups parafilètics o polifilètics que estan essent revisats en l'actualitat, però és una eina valuosa per tenir un esquema coherent sobre aquest grup tan ampli i divers. El nombre d'espècies actual de dípters és de 159.294 espècies, i 3.817 espècies fòssils.

## Classificació
ORDRE DIPTERA Linnaeus, 1758
SUBORDRE NEMATOCERA Dumeril, 1805 (parafilètic)
- Incertae sedis
  - Família †Asiochaoboridae Hong & Wang, 1990 (4 gèneres, 4 espècies)
  - Família †Eopolyneuridae Rohdendorf, 1962 (2 gèneres, 2 espècies)
  - Família †Hyperpolyneuridae Rohdendorf, 1962 (1 gènere, 1 espècies)
  - Família †Luanpingitidae Zhang, 1986 (1 gènere, 1 espècies)
  - Família †Palaeophoridae Rohdendorf, 1951 (1 gènere, 1 espècies)
  - Família †Serendipidae Evenhuis, 1994 (2 gèneres, 3 espècies)
  - Família †Tethepomyiidae Grimaldi & Arillo, 2009 (1 gènere, 1 espècies)
- Infraordre Deuterophlebiomorpha Rohendorf, 1961
  - Família Deuterophlebiidae Edwards, 1922 (1 gènere, 14 espècies)
- Infraordre Nymphomyiomorpha Rohdendorf, 1964
  - Família Nymphomyiidae Tokunaga, 1932 (1 gènere, 8 espècies)
- Infraordre Tipulomorpha Rohdendorf, 1961
  - Família †Vladipteridae Shcherbakov, 1995 (4 gèneres, 5 espècies)
  - Família Trichoceridae Róndani, 1841 (15 gèneres, 183 espècies)
  - Família Pediciidae Osten Sacken, 1859 (12 gèneres, 496 espècies)
  - Família Limoniidae Róndani, 1856 (188 gèneres, 10,777 espècies) (parafilètic)
  - Família Cylindrotomidae Schiner, 1863 (9 gèneres, 82 espècies)
  - Família Tipulidae Latreille, 1802 (39 gèneres, 4,415 espècies)
- Infraordre [no anomenat]
  - Família †Tillyardipteridae Lukashevich & Shcherbakov, 1999 (2 gèneres, 2 espècies)
- Infraordre Ptychopteromorpha Wood & Borkent, 1986
  - Família †Hennigmatidae Shcherbakov, 1995 (3 gèneres, 4 espècies)
  - Família †Nadipteridae Lukashevich, 1995 (1 gènere, 3 espècies)
  - Família Ptychopteridae Osten Sacken, 1862 (27 gèneres, 156 espècies)
- Infraordre Psychodomorpha Hennig, 1968
  - Família †Ansorgiidae Krzemiñski & Lukashevich, 1993 (1 gènere, 1 espècies)
  - Família Blephariceridae Loew, 1861 (39 gèneres, 331 espècies)
  - Família †Grauvogeliidae Krzemiñski, 1999 (2 gèneres, 2 espècies)
  - Família Psychodidae Newman, 1834 (144 gèneres, 3,026 espècies)
  - Família Tanyderidae Osten Sacken, 1880 (12 gèneres, 55 espècies)
- Infraordre Culicomorpha Hennig, 1948
  - Família †Protendipedidae Rohdendorf, 1951 (2 gèneres, 3 espècies)
  - Família Dixidae Schiner, 1868 (9 gèneres, 197 espècies)
  - Família Corethrellidae Edwards, 1932 (1 gèneres, 111 espècies)
  - Família Chaoboridae Newman, 1834 (33 gèneres, 89 espècies)
  - Família Culicidae Meigen, 1818 (46 gèneres, 3,725 espècies)
  - Família Thaumaleidae Bezzi, 1913 (10 gèneres, 183 espècies)
  - Família Simuliidae Newman, 1834 (35 gèneres, 2,121 espècies)
  - Família Ceratopogonidae Newman, 1834 (130 gèneres, 5,902 espècies)
  - Família Chironomidae Newman, 1834 (541 gèneres, 7,290 espècies)
- Clade NEODIPTERA Michelsen, 1994
- Infraordre Perissommatomorpha Rohdendorf, 1977
  - Família †Boholdoyidae Kovalev, 1985 (2 gèneres, 3 espècies)
  - Família Perissommatidae Colless, 1962 (5 gèneres, 9 espècies)
- Infraordre Bibionomorpha Hennig, 1954
  - Família †Siberhyphidae Kovalev, 1985 (1 gènere, 1 espècies)
  - Família †Tanyderophrynidae Rohdendorf, 1962 (1 gènere, 1 espècies)
  - Família †Tipulodictyidae Rohdendorf, 1962 (1 gènere, 1 espècies)
  - Família †Tipulopleciidae Rohdendorf, 1962 (1 gènere, 1 espècies)
  - Família †Antefungivoridae Rohdendorf, 1938 (9 gèneres, 44 espècies)
  - Família †Archizelmiridae Rohdendorf, 1962 (4 gèneres, 5 espècies)
  - Família †Crosaphididae Kovalev, 1983 (1 gènere, 2 espècies)
  - Família †Elliidae Krzeminska, Blagoderov & Krezmiñski, 1993 (2 gèneres, 4 espècies)
  - Família †Eoditomyiidae Ansorge, 1996 (1 gènere, 1 espècies)
  - Família †Heterorhyphidae Ansorge & Krzemiñski, 1995 (1 gènere, 1 espècies)
  - Família †Mesosciophilidae Rohdendorf, 1946 (8 gèneres, 14 espècies)
  - Família †Paraxymyiidae Rohdendorf, 1946 (7 gèneres, 12 espècies)
  - Família †Pleciofungivoridae Rohdendorf, 1946 (17 gèneres, 63 espècies)
  - Família †Procramptonomyiidae Kovalev, 1983 (4 gèneres, 7 espècies)
  - Família †Protopleciidae Rohdendorf, 1946 (9 gèneres, 21 espècies)
  - Família †Protorhyphidae Handlirsch, 1906 (7 gèneres, 19 espècies)
  - Família †Protoscatopsidae Rohdendorf, 1946 (2 gèneres, 2 espècies)
  - Família Anisopodidae Knab, 1912 (24 gèneres, 196 espècies)
  - Família Canthyloscelididae Enderlein, 1912 (5 gèneres, 17 espècies)
  - Família Scatopsidae Newman, 1834 (34 gèneres, 407 espècies)
  - Família Valeseguyidae Amorim & Grimaldi, 2006 (3 gèneres, 3 espècies)
  - Família Axymyiidae Shannon, 1921 (6 gèneres, 8 espècies)
  - Família Hesperinidae Schiner, 1864 (2 gèneres, 10 espècies)
  - Família Bibionidae Fleming, 1821 (12 gèneres, 1,102 espècies)
  - Família Pachyneuridae Schiner, 1864 (7 gèneres, 8 espècies)
  - Família Ditomyiidae Keilin, 1919 (8 gèneres, 98 espècies)
  - Família Diadocidiidae Winnertz, 1863 (4 gèneres, 39 espècies)
  - Família Mycetophilidae Newman, 1834 (233 gèneres, 4,525 espècies)
  - Família Bolitophilidae Winnertz, 1863 (2 gèneres, 61 espècies)
  - Família Keroplatidae Róndani, 1856 (90 gèneres, 993 espècies)
  - Família Lygistorrhinidae Edwards, 1925 (15 gèneres, 44 espècies)
  - Família Rangomaramidae Jaschhof & Didham, 2002 (13 gèneres, 32 espècies)
  - Família Sciaridae Billberg, 1820 (92 gèneres, 2,455 espècies)
  - Família Cecidomyiidae Newman, 1835 (761 gèneres, 6,296 espècies)

SUBORDRE BRACHYCERA Macquart, 1834
- Clade ORTHORRHAPHA Brauer, 1863 (podria ser parafilètic)
  - Incertae sedis
    - Família †Eomyiidae Rohdendorf, 1962 (1 gènere, 1 espècies)
    - Família Nemestrinidae Griffith & Pidgeon, 1832 (26 gèneres, 300 espècies)
    - Família †Prosechamyiidae Blagoderov & Grimaldi, 2007 (1 gènere, 2 espècies)
    - Família †Rhagionemestriidae Ussatchov, 1968 (2 gèneres, 3 espècies)

  - Superfamília [no anomenada]
    - Família Acroceridae Leach, 1815 (55 gèneres, 400 espècies)
    - Família Hilarimorphidae Williston, 1896 (2 gèneres, 36 espècies)

  - Superfamília [no anomenada]
    - Família Vermileonidae Williston, 1886 (12 gèneres, 61 espècies)

  - Superfamília Asiloidea Latreille, 1802
    - Família Bombyliidae Latreille, 1802 (275 gèneres, 5,382 espècies)
    - Família Asilidae Latreille, 1802 (555 gèneres, 7,531 espècies)
    - Família †Cratomyiidae Mazzarolo & Amorim, 2000 (2 gèneres, 2 espècies)
    - Família †Protapioceridae Ren, 1998 (1 gènere, 3 espècies)
    - Família Mydidae Latreille, 1809 (66 gèneres, 498 espècies)
    - Família Apioceridae Bigot, 1857 (1 gèneres, 143 espècies)
    - Família Evocoidae Yeates, Irwin & Wiegmann 2006 (1 gènere, 1 espècies)
    - Família Apsilocephalidae Nagatomi, Saigusa, Nagatomi & Lyneborg, 1991 (4 gèneres, 7 espècies)
    - Família Scenopinidae Burmeister, 1835 (25 gèneres, 420 espècies)
    - Família †Protomphralidae Rohdendorf, 1957 (2 gèneres, 2 espècies)
    - Família Therevidae Newman, 1834 (128 gèneres, 1,143 espècies)

  - Superfamília Rhagionoidea Latreille, 1802
    - Família Austroleptidae Nagatomi, 1982 (1 gènere, 8 espècies)
    - Família Bolbomyiidae Stuckenberg, 2001 (1 gènere, 4 espècies)
    - Família †Palaeostratiomyiidae Rohdendorf, 1938 (1 gènere, 1 espècies)
    - Família Rhagionidae Latreille, 1892 (47 gèneres, 756 espècies)
    - Família †Rhagionempididae Rohdendorf, 1951 (5 gèneres, 5 espècies)
    - Família †Eostratiomyiidae Rohdendorf, 1951 (1 gènere, 1 espècies)

  - Superfamília Stratiomyoidea Latreille, 1802
    - Família Panthophthalmidae Bigot, 1886 (2 gèneres, 20 espècies)
    - Família Stratiomyidae Latreille, 1802 (385 gèneres, 2,690 espècies)
    - Família Xylomyidae Verrall, 1901 (4 gèneres, 138 espècies)
    - Família †Zhangsolvidae Nagatomi & Yang, 1998 (1 gènere, 1 espècies)

  - Superfamília Tabanoidea Latreille, 1802
    - Família Athericidae Nowicki, 1873 (12 gèneres, 133 espècies)
    - Família Oreoleptidae Zloty, Sinclair & Pritchard, 2005 (1 gènere, 1 espècies)
    - Família Pelecorhynchidae Enderlein, 1922 (2 gèneres, 49 espècies)
    - Família Tabanidae Latreille, 1802 (156 gèneres, 4,434 espècies)
    - Família †Uranorhagionidae Zhang, Yang & Ren, 2010 (2 gèneres, 5 espècies)

  - Superfamília Xylophagoidea Fallén, 1810
    - Família †Archisargidae Rohdendorf, 1951 (6 gèneres, 17 espècies)
    - Família †Eremochaetidae Ussatchov, 1968 (9 gèneres, 16 espècies)
    - Família †Kovalevisargidae Mostovski, 1997 (2 gèneres, 2 espècies)
    - Família †Protobrachyceridae Rohdendorf, 1964 (1 gènere, 3 espècies)
    - Família Xylophagidae Fallén, 1810 (15 gèneres, 145 espècies)

  - Clade EREMONEURA Lameere, 1906
    - Incertae sedis
      - Família †Chimeromyiidae Grimaldi, Cumming & Arillo, 2009 (2 gèneres, 8 espècies)

    - Superfamília Empidoidea Latreille, 1804
      - Família Atelestidae Hennig, 1970 (11 gèneres, 22 espècies)
      - Família Brachystomatidae Melander, 1908 (20 gèneres, 153 espècies)
      - Família Dolichopodidae Latreille, 1809 (268 gèneres, 7,358 espècies)
      - Família Empididae Latreille, 1804 (104 gèneres, 3,142 espècies)
      - Família Homalocnemiidae Collin, 1928 (1 gènere, 7 espècies)
      - Família Hybotidae Macquart, 1823 (75 gèneres, 2,005 espècies)
      - Família “Iteaphila-group” (2 gèneres, 27 espècies)
      - Família Oreogetonidae Chvála, 1976 (1 gènere, 36 espècies)

    - Superfamília Apystomyioidea Nagatomi & Liu, 1994
      - Família Apystomyiidae Nagatomi & Liu, 1994 (1 gènere, 1 espècies)

  - Clade CYCLORRHAPHA Brauer, 1863
    - Infraordre ASCHIZA Becher, 1882 (parafilètic)
      - Superfamília Phoroidea Curtis, 1833
        - Família Lonchopteridae Macquart, 1823 (6 gèneres, 65 espècies)
        - Família Opetiidae Róndani, 1856 (5 gèneres, 10 espècies)
        - Família Platypezidae Latreille, 1829 (29 gèneres, 277 espècies)
        - Família Ironomyiidae McAlpine & Martin, 1966 (5 gèneres, 17 espècies)
        - Família Phoridae Curtis, 1833 (302 gèneres, 4,202 espècies)

      - Superfamília Syrphoidea Latreille, 1802
        - Família Pipunculidae Walker, 1834 (22 gèneres, 1,428 espècies)
        - Família Syrphidae Latreille, 1802 (209 gèneres, 6,107 espècies)

    - Infraordre SCHIZOPHORA Becher, 1882
    - Clade Archischiza Enderlein, 1936
      -         - Family Conopidae Latreille, 1802 (52 gèneres, 831 espècies)

    - Clade Muscaria Enderlein, 1936
      - Parvorder ACALYPTRATAE Macquart, 1835 (parafilètic)
        - Superfamília Carnoidea Newman, 1834 (pot ser parafilètic)
          - Família Australimyzidae Griffiths, 1972 (1 gènere, 9 espècies)
          - Família Canacidae Jones, 1906 (28 gèneres, 323 espècies)
          - Família Carnidae Newman, 1834 (6 gèneres, 92 espècies)
          - Família Chloropidae Róndani, 1856 (194 gèneres, 2,885 espècies)
          - Família Inbiomyiidae Buck, 2006 (1 gènere, 11 espècies)
          - Família Milichiidae Schiner, 1862 (20 gèneres, 288 espècies)
          - Família Nannodastiidae Papp, 1980 (2 gèneres, 5 espècies)

        - Superfamília Ephydroidea Zetterstedt, 1837
          - Família Ephydridae Zetterstedt, 1837 (128 gèneres, 1,994 espècies)
          - Família Drosophilidae Róndani, 1856 (76 gèneres, 4,017 espècies)
          - Família Braulidae Egger, 1853 (2 gèneres, 7 espècies)
          - Família Cryptochetidae Brues & Melander, 1932 (3 gèneres, 34 espècies)
          - Família Camillidae Frey, 1921 (5 gèneres, 42 espècies)
          - Família Curtonotidae Enderlein, 1914 (3 gèneres, 65 espècies)
          - Família Diastatidae Hendel, 1917 (4 gèneres, 50 espècies)

        - Superfamília Lauxanioidea Macquart, 1835
          - Família Celyphidae Bigot, 1852 (8 gèneres, 115 espècies)
          - Família Chamaemyiidae Hendel, 1910 (24 gèneres, 351 espècies)
          - Família Lauxaniidae Macquart, 1835 (168 gèneres, 1,900 espècies)

        - Superfamília Nerioidea Westwood, 1840
          - Família Cypselosomatidae Hendel, 1931 (13 gèneres, 35 espècies)
          - Família Micropezidae Blanchard, 1840 (52 gèneres, 583 espècies)
          - Família Neriidae Westwood, 1840 (19 gèneres, 112 espècies)

        - Superfamília Opomyzoidea Fallén, 1820 (pot ser parafilètic)
          - Família Acartophthalmidae Czerny, 1928 (2 gèneres, 6 espècies)
          - Família Agromyzidae Fallén, 1823 (41 gèneres, 3,017 espècies)
          - Família Anthomyzidae Czerny, 1903 (22 gèneres, 95 espècies)
          - Família Asteiidae Róndani, 1856 (10 gèneres, 138 espècies)
          - Família Aulacigastridae Duda, 1924 (5 gèneres, 19 espècies)
          - Família Clusiidae Handlirsch, 1884 (17 gèneres, 363 espècies)
          - Família Fergusoninidae Tonnoir, 1937 (1 gènere, 29 espècies)
          - Família Marginidae McAlpine, 1991 (1 gènere, 3 espècies)
          - Família Megamerinidae Hendel, 1913 (4 gèneres, 16 espècies)
          - Família Neminidae McAlpine, 1983 (3 gèneres, 14 espècies)
          - Família Neurochaetidae McAlpine, 1978 (3 gèneres, 22 espècies)
          - Família Odiniidae Hendel, 1920 (14 gèneres, 65 espècies)
          - Família Opomyzidae Fallén, 1820 (4 gèneres, 61 espècies)
          - Família Pallopteridae Loew, 1862 (12 gèneres, 71 espècies)
          - Família Periscelididae Oldenberg, 1914 (11 gèneres, 91 espècies)
          - Família Teratomyzidae Hennig, 1969 (7 gèneres, 8 espècies)
          - Família Xenasteiidae Hardy, 1980 (1 gènere, 13 espècies)

        - Superfamília Sciomyzoidea Fallén, 1820
          - Família Coelopidae Hendel, 1910 (14 gèneres, 35 espècies)
          - Família Dryomyzidae Schiner, 1862 (6 gèneres, 30 espècies)
          - Família Helcomyzidae Hendel, 1924 (4 gèneres, 12 espècies)
          - Família Huttoninidae Steyskal, 1965 (1 gèneres, 8 espècies)
          - Família Helosciomyzidae Steyskal, 1965 (10 gèneres, 23 espècies)
          - Família Heterocheilidae McAlpine, 1991 (1 gènere, 2 espècies)
          - Família Natalimyzidae Barraclough & McAlpine, 2006 (1 gènere, 1 espècies)
          - Família Phaeomyiidae Verbeke, 1950 (2 gèneres, 4 espècies)
          - Família Ropalomeridae Schiner, 1868 (8 gèneres, 33 espècies)
          - Família Sciomyzidae Fallén, 1820 (66 gèneres, 618 espècies)
          - Família Sepsidae Walker, 1833 (38 gèneres, 345 espècies)

        - Superfamília Sphaeroceroidea Macquart, 1835 (pot ser parafilètic)
          - Família Chyromyidae Schiner, 1863 (4 gèneres, 139 espècies)
          - Família Heleomyzidae Westwood, 1840 (76 gèneres, 738 espècies)
          - Família Heteromyzidae Fallén, 1820 (1 gèneres, 7 espècies)
          - Família Mormotomyiidae Austen, 1936 (1 gènere, 1 espècies)
          - Família Sphaeroceridae Macquart, 1835 (137 gèneres, 1,571 espècies)

        - Superfamília Tanypezoidea Róndani, 1856
          - Família Diopsidae Bilberg, 1820 (14 gèneres, 194 espècies)
          - Família Gobryidae McAlpine, 1997 (1 gènere, 5 espècies)
          - Família Nothybidae Frey, 1927 (1 gènere, 8 espècies)
          - Família Psilidae Macquart, 1835 (13 gèneres, 322 espècies)
          - Família Somatiidae Hendel, 1935 (1 gènere, 7 espècies)
          - Família Syringogastridae Prado, 1969 (1 gènere, 10 espècies)
          - Família Tanypezidae Róndani, 1856 (5 gèneres, 68 espècies)

        - Superfamília Tephritoidea Newman, 1834
          - Família †Proneottiphilidae Hennig, 1969 (1 gènere, 1 espècies)
          - Família Richardiidae Loew, 1868 (34 gèneres, 178 espècies)
          - Família Lonchaeidae Róndani, 1856 (10 gèneres, 504 espècies)
          - Família Piophilidae Macquart, 1835 (14 gèneres, 83 espècies)
          - Família Ulidiidae Macquart, 1835 (110 gèneres, 678 espècies)
          - Família Platystomatidae Schiner, 1862 (128 gèneres, 1,164 espècies)
          - Família Ctenostylidae Bigot, 1882 (6 gèneres, 10 espècies)
          - Família Tachiniscidae Kertész, 1903 (3 gèneres, 3 espècies)
          - Família Pyrgotidae Loew, 1868 (58 gèneres, 351 espècies)
          - Família Tephritidae Newman, 1834 (492 gèneres, 4,716 espècies)

      - Parvorder CALYPTRATAE Robineau-Desvoidy, 1830
        - Incertae sedis
          - Família †Eophlebomyiidae Cockerell, 1925 (1 gènere, 1 espècies)
          - Família †Hoffeinsmyiidae Michelsen, 2009 (1 gènere, 1 espècies)

        - Superfamília Hippoboscoidea Samouelle, 1819
          - Família Glossinidae Theobald, 1903 (1 gènere, 25 espècies)
          - Família Hippoboscidae Samouelle, 1819 (68 gèneres, 782 espècies)

        - Superfamília Muscoidea Latreille, 1802 (parafilètic)
          - Família Fanniidae Schnabl & Dziedzicki, 1911 (4 gèneres, 359 espècies)
          - Família Muscidae Latreille, 1802 (187 gèneres, 5,218 espècies)
          - Família Anthomyiidae Robineau-Desvoidy, 1830 (53 gèneres, 1,941 espècies)
          - Família Scathophagidae Robineau-Desvoidy, 1830 (57 gèneres, 419 espècies)

        - Superfamília Oestroidea Leach, 1815
          - Família Calliphoridae Brauer & Bergenstamm, 1889 (97 gèneres, 1,525 espècies) (parafilètic)
          - Família Mystacinobiidae Holloway, 1976 (1 gènere, 1 espècies)
          - Família Oestridae Leach, 1815 (30 gèneres, 176 espècies)
          - Família Rhiniidae Bauer & Bergenstamm, 1889 (30 gèneres, 376 espècies)
          - Família Rhinophoridae Robineau-Desvoidy, 1863 (27 gèneres, 174 espècies)
          - Família Sarcophagidae Macquart, 1834 (173 gèneres, 3,094 espècies)
          - Família Tachinidae Robineau-Desvoidy, 1830 (1,597 gèneres, 9,626 espècies)